# Mauno Koivisto
Pour les articles homonymes, voir Koivisto.
Mauno Koivisto (/ˈmɑuno ˈkoiʋisto/; né le 25 novembre 1923 à Turku et mort le 12 mai 2017 à Helsinki) est un homme d'État finlandais.

## Biographie

### Jeunesse
Né le 25 novembre 1923 à Turku d’un père Juho Koivisto  menuisier et d’une mère Hymni Eskola ouvrière qui meurt quand Mauno a dix ans.
Mauno Koivisto travaille très tôt.
À l’âge de seize ans, il s’engage comme pompier volontaire dans l’armée pour défendre la Finlande dans la guerre d'Hiver. 

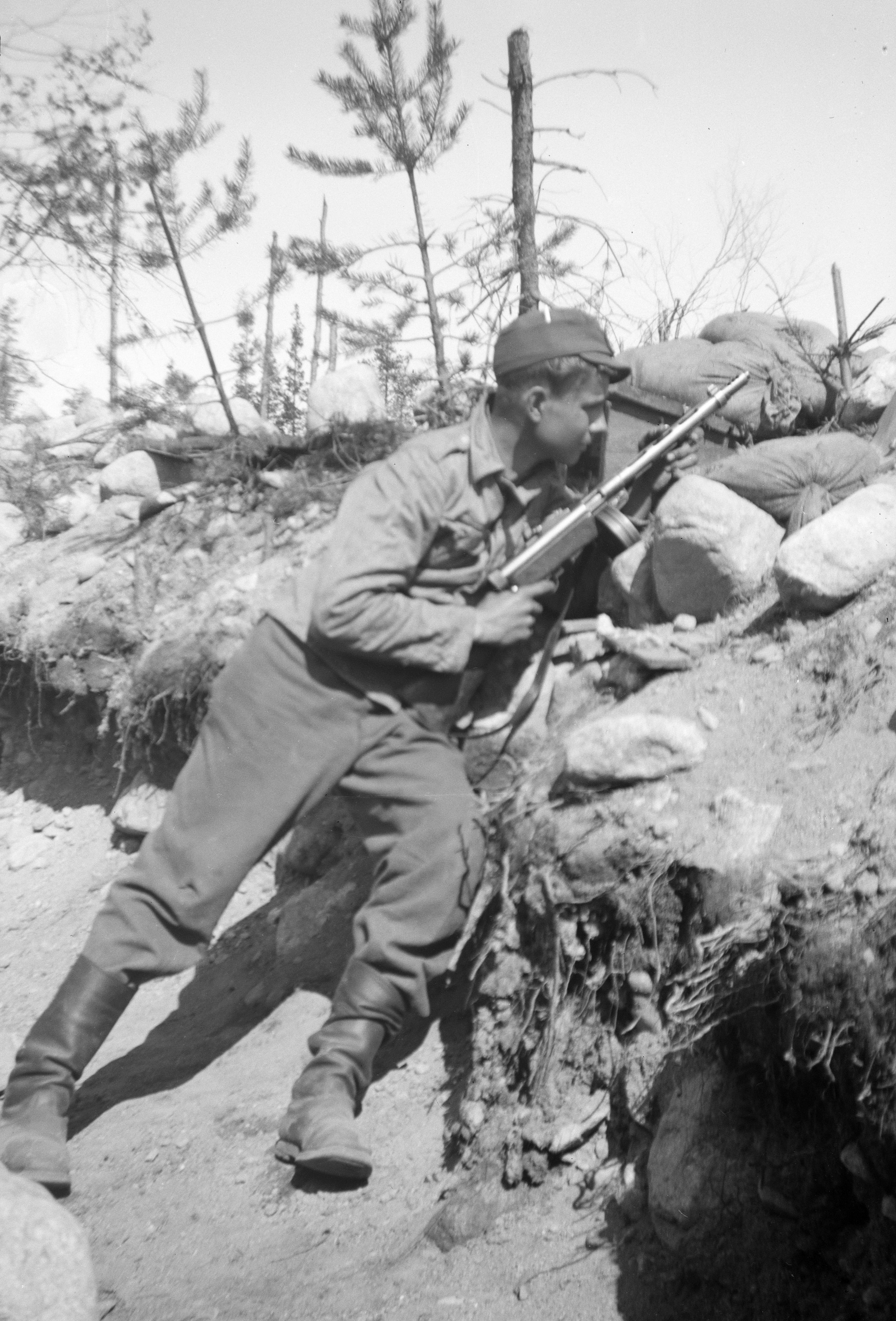
Mauno Koivisto pendant la guerre de Continuation.

Pendant la guerre de Continuation, il  sert d'abord comme volontaire dans une caserne de pompiers en Carélie orientale, qu'il quitte pour effectuer le service militaire à Hyrylä en février 1942. 
La formation a duré six mois, après quoi il s'installe à Karhumäki et en septembre intègre le régiment d'infanterie JR 35 à Poventsa. 
En février 1944, Koivisto a commencé le service dans le régiment d'infanterie dirigé par Lauri Törn.
Mauno Koivisto a le grade militaire de lieutenant. 
De son expérience de guerre, Mauno Koivisto dira : « Une fois que vous avez été impliqué dans un jeu où votre propre vie est en jeu, tous les autres jeux sont petits après cette expérience. ».

### Après les guerres
C’est après les guerres d'Hiver et de Continuation qu’il s’engage en politique et devient en 1947, membre du Parti social-démocrate.
Il participe à une lutte organisationnelle féroce dans les ports de Turku et d'Hanko.
Mauno Koivisto est actif contre les communistes, notamment en tant que directeur du bureau du port de Turku nommé par le syndicat en 1948, lorsque la suprématie communiste s'est effondrée dans le port de Turku.
Après les guerres, Mauno Koivisto étudie dans une école du soir et obtient son baccalauréat  en 1949. 
Il poursuit ensuite ses études à l'université de Turku, obtenant une licence en 1953.
Pendant ses études, il travaille comme manutentionnaire dans le port de Turku.
Il rédige une thèse de doctorat en sociologie sous la direction du professeur Esko Aaltonen sur les relations sociales dans le port de Turku. 
Il obtient son doctorat en sociologie en 1956.
Pendant ses études, Mauno Koivisto a aussi travaillé comme professeur d'école primaire à Eurajoki et Vahto en 1951–1953. 
De 1954 à 1957, il a travaillé comme conseiller d'orientation professionnelle pour la ville de Turku.
En 1957, Koivisto quitte la recherche universitaire et devient le directeur adjoint de la Banque d'épargne des travailleurs d'Helsinki. Il devient le directeur général de la banque en 1959 et y travaillera jusqu'en 1968.
À Helsinki, il rejoint aussi le groupe O des jeunes économistes.
Il est nommé gouverneur de la Banque de Finlande en 1968.  
En ce qui concerne sa carrière politique, il s'engage après la guerre au Parti social-démocrate il est nommé ministre des Finances après la victoire du parti aux élections parlementaires de 1966 puis une seconde fois en 1970.
Mauno Koivisto occupe le poste de Premier ministre de 1968 à 1970 (gouvernement Koivisto I) puis de 1979 à 1982 (gouvernement Koivisto II).
En septembre 1981, après l'annonce de la démission du Président Urho Kekkonen, Koivisto, en vertu de son rôle de Premier ministre, prend les fonctions présidentielles en attendant les élections de janvier 1982. Il se présente comme candidat du Parti social-démocrate et élu  neuvième président de la République en janvier 1982. Il est réélu pour un second mandat de 1988 à 1994.

### Dernières années

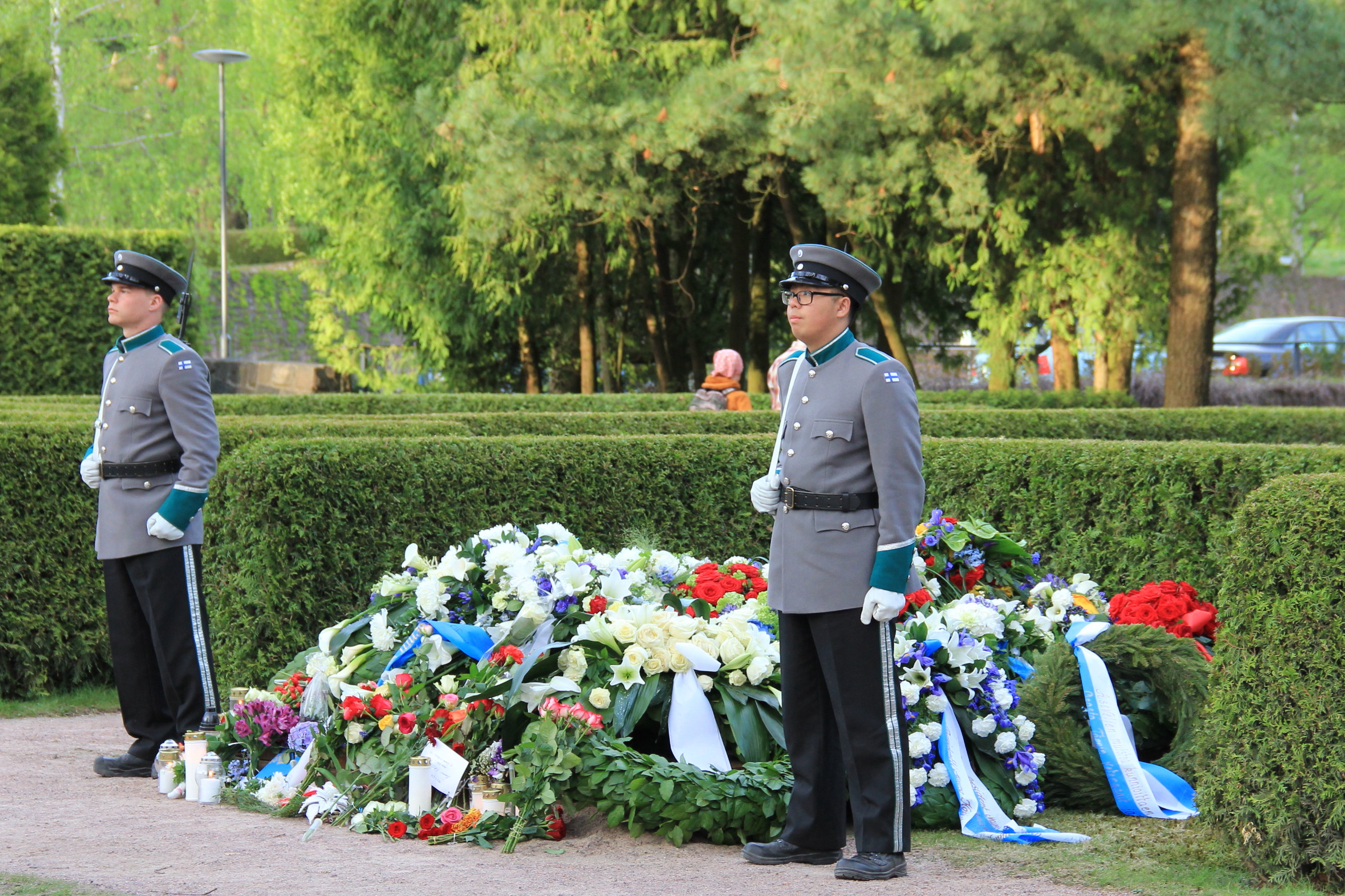
Garde d'honneur de la tombe de Mauno Koivisto le 25.5.2017.

Des funérailles nationale ont lieu pour l'enterrement du président Koivisto le 25 mai 2017.
Le président de la République Sauli Niinistö a prononcé un discours commémoratif à la cathédrale luthérienne d'Helsinki,. 
Mauno Koivisto a été enterré dans le carré militaire du cimetière de Hietaniemi, où se trouvent également les tombes d'Urho Kekkonen et de Risto Ryti.

## Ses écrits
- (fi) Sosiaaliset suhteet Turun satamassa (thèse), Leo Mechelin säätiö, 1956 (ISBN 978-952-351-146-0)
- (fi) Linjan vetoa, :Helsinki, Kirjayhtymä, 1969,
- (fi) Väärää politiikkaa, Kirjayhtymä, 1978 (ISBN 978-9512615117)
- (fi) Tästä lähtien, Kirjayhtymä, 1981 (ISBN 951-26-2285-8)
- (fi) Linjaviitat: Ulkopoliittisia kannanottoja, Kirjayhtymä, 1983 (ISBN 978-9512624461)
- (fi) Politiikkaa & politikointia 1979–81, Kirjayhtymä., 1988
- (fi) Maantiede ja historiallinen kokemus, Otava, 1992 (ISBN 978-9511126140)
- (fi) Kaksi kautta I, Tammi, 1994 (ISBN 951-26-3947-5)
- (fi) Kaksi kautta II. Historian tekijät, Tammi, 1995 (ISBN 951-26-4082-1)
- (fi) Liikkeen suunta, Kirjayhtymä, 1997 (ISBN 951-26-4272-7)
- (fi) Koulussa ja sodassa, Kirjahytymä, 1998 (ISBN 951-26-4384-7)
- (fi) Venäjän idea, Jyväskylä, Tammi, 2001 (ISBN 951-31-2108-9)
- (fi) Itsenäiseksi imperiumin kainalossa – mietteitä kansojen kohtalosta, Helsinki, Tammi, 2004 (ISBN 951-31-3181-5)
- (sv) Grannar: Frändskap och friktion, Söderström, 2008 (ISBN 978-951-52-2571-9)

## Distinctions
Parmi ses nombreuses distinctions:
- Grand collier de l'ordre de l'Infant Dom Henrique (Portugal, 1991)
- Grand-croix de l'ordre de la croix de la Liberté (Finlande)
- Grand collier de l'ordre de la Rose blanche de Finlande
- Grand-croix de l'ordre du Lion de Finlande,
- Grand-croix de l'ordre national du Mérite (France, 1980)[11]
- Docteur honoris causa en science politique, Turku 1977, Helsinki 1986.
- Docteur honoris causa en sciences économiques, Åbo Akademi, 1978,
- Docteur honoris causa en sociologie, Toulouse, 1983,
- Docteur honoris causa en sciences sociales, Tampere, 1985,
- Docteur honoris causa en droit, Prague, 1987,
- Docteur honoris causa en philosophie, Helsinki, 1990.
- Membre honoraire du Club de Rome[12].